# فرانسوا فرنك
فرانسوا فرنك هو لاعب هوكي الجليد بلجيكي، ولد في 1904 في بلجيكا، وتوفي في القرن العشرين.

## وصلات خارجية
- فرانسوا فرنك على موقع EliteProspects.com (الإنجليزية)
- فرانسوا فرنك على موقع Eurohockey.com (الإنجليزية)
- فرانسوا فرنك على موقع أوليمبيديا (الإنجليزية)